# Never Ever (EP)
Never Ever là mini-album đầu tay của nữ ca sĩ Hàn Quốc Jiyeon. Đây là công việc solo đầu tiên của Jiyeon cũng như nhóm nhạc nữ T-ara. Ep được phát hành vào 20 tháng 5 năm 2014 và đứng thứ 3 trên bảng xếp hạng Gaon tháng và thứ 17 trên bảng xếp hạng kỹ thuật số.

## Phát hành
Ngày 2 tháng 4 năm 2014, Core Contents Media công bố rằng Jiyeon sẽ ra mắt album solo Never Ever.
Ngày 20 tháng 5 năm 2014, MV chủ đề của Never Ever được phát hành mang tên "1 Min 1 Sec" ("1 Minute 1 Second") và một đoạn video luyện tập vũ đạo. Ca khúc do Duble Sidekick sáng tác.
Ngày 23 tháng 5 năm 2014, lại có thông báo rằng màn vũ đạo cho "1 Min 1 Sec" sẽ được thay đổi do các điệu nhảy bị cho là quá gợi cảm và quá khêu gợi. CCM cho biết: "Đó là sự thật mà chúng tôi nhận được từ cuộc gọi ở Reps. Chúng tôi thêm các điệu nhảy hot sexy đến đầu và giữa của màn vũ đạo, video này không để cung cấp một cảm giác khiêu dâm, mà là để phù hợp với không khí của bài hát. Tuy nhiên, chúng tôi nghĩ rằng các đại diện của chương trình ca nhạc lớn đã phản hồi. Vì vậy, chúng tôi quyết định biến đổi điệu nhảy cho người xem."

## Danh sách bài hát
| STT              | Nhan đề                                  | Phổ lời                   | Phổ nhạc                     | Thời lượng |
| ---------------- | ---------------------------------------- | ------------------------- | ---------------------------- | ---------- |
| 1.               | "Never Ever" (1분1초)                    | Duble Sidekick, David Kim | Duble Sidekick, Radio Galaxy | 3:30       |
| 2.               | "Marionette" (꼭두각시)                  | Tenzo, Tasco              | Tenzo, Tasco                 | 3:25       |
| 3.               | "Yeouido Cherry Blossom" (여의도 벚꽃길) | Ahn Young Min             | Ahn Young Min                | 2:58       |
| 4.               | "Never Ever" (Inst.)                     |                           |                              | 3:30       |
| 5.               | "Marionette" (Inst.)                     |                           |                              | 3:25       |
| 6.               | "Yeouido Cherry Blossom" (Inst.)         |                           |                              | 2:58       |
| Tổng thời lượng: | Tổng thời lượng:                         | Tổng thời lượng:          | Tổng thời lượng:             | 19:46      |

## Bảng xếp hạng album

### Never Ever
| Bảng xếp hạng            | Vị trí album |
| ------------------------ | ------------ |
| Gaon Weekly Album Chart  | 3            |
| Gaon Monthly Album Chart | 11           |
| Gaon Yearly Album Chart  | 95           |

### Bán hàng
| Bảng xếp hạng        | Doanh số bán hàng |
| -------------------- | ----------------- |
| Gaon bán hàng vật lý | 15.639+           |